# 임재관계
임재관계(Coram-Relation)란 독일의 신학자 게하르트 에벨링이 만든 용어로서 마르틴 루터의 생각으로부터 가져왔다. 그것은 하나님의 임재의 면전에서 그리고 세상의 면전에서 인간의 상황을 다루는 것이며 동시에 물질적 존재론에 대해서 관계적 존재론의 대체를 의미하는 것이다.

## 같이 보기
- 코람데오